# Août 1929

## Événements
- Espagne : l’UGT renonce à sa politique pro-gouvernementale. La gauche anarchiste se reconstitue dans la clandestinité.
- Le LZ 127 Graf Zeppelin effectue un voyage autour du monde en 21 jours, 5 heures et 31 minutes.

- 2 - 9 aout : le 21e congrès mondial d’espéranto a lieu à Budapest.
- 11 août : Chaïm Weizmann crée à Zurich l’Agence juive, branche palestinienne de l’Organisation sioniste mondiale fondée en 1920, chargée d’organiser le développement des implantations juives en Palestine.
- 17 août : RAC Tourist Trophy.
- 19 août : Léna Bernstein, sur Caudron C 109, réalise la seconde traversée de la Méditerranée après celle de Roland Garros, la première féminine, et bat le record de distance en ligne droite entre Istres et Sidi-el-Barani (Égypte), 2 268 km.
- 23 août : massacre d’Hébron et de Safed.
  - Troubles en Palestine mandataire en août contre la politique britannique de création d’un foyer national juif. À la suite d’une manifestation juive (23 août), la population arabe de Jérusalem et d’Hébron attaque les quartiers et les nouveaux faubourgs juifs. Elle est rejointe par les communautés paysannes des alentours. L’état de siège est proclamé par les autorités mandataires. Le bruit se répand que les Juifs sont sur le point de s’emparer de la mosquée d'Omar (Jérusalem), et les tribus bédouines de Transjordanie passent le Jourdain pour aider leurs coreligionnaires et prennent d’assaut les casernes britanniques. Les affrontements causent la mort de 133 Juifs et 116 Arabes. Le gouvernement mandataire envisage à la fin du mois d’août de se transférer de Jérusalem à Jaffa. Des troupes britanniques d’Égypte sont dépêchées, et une vigoureuse répression touche particulièrement les populations arabes.
- 28 août : en Afghanistan, les opposants aux Saqqawistes, parviennent à conquérir la ville de Jalalabad, qui était aux mains de la faction intégriste depuis le 9 février. La ville sera reprise par les Saqqawistes le 1er septembre.
- 28 - 31 août : accords de La Haye qui prévoient l’évacuation de la deuxième zone de Rhénanie (Coblence) dans les trois mois et celle de la troisième zone (Mayence et la tête de pont Cassel) aussitôt après la ratification du plan Young pour être terminée le 30 juin 1930.
- 30 août : exposition radiophonique à Berlin. Le prix des récepteurs a baissé de près de 50 % en un an.

## Naissances
- 2 août : Kateb Yacine, poète, dramaturge et romancier algérien († 28 octobre 1989).
- 5 août : Abel Aguilar Elizalde, arbitre mexicain.
- 9 août : Jean Le Garrec, homme politique français († 19 février 2023).
- 12 août : Jōji Yuasa, compositeur japonais († 24 juillet 2024).
- 14 août : Giacomo Capuzzi, prélat catholique italien († 26 décembre 2021).
- 16 août : 
  - Bill Evans, pianiste de jazz américain († 15 septembre 1980).
  - Raoul Pradier, peintre français († 16 septembre 2017)
- 17 août : Francis Gary Powers, pilote avion d'espionnage U-2 américain († 1er août 1977).
- 18 août : 
  - Hugues Aufray, chanteur, compositeur français, interprète et qui fera connaître la musique folk en France.
  - Jimmy Davies, pilote automobile originaire des États-Unis († 11 juin 1966).
  - Tetsutaro Murano, réalisateur japonais.
  - Jean-Paul Bataille, sénateur français († 16 octobre 1999).
- 24 août : Yasser Arafat, homme politique palestinien († 11 novembre 2004).
- 27 août : Don Perlin, biographe, historien et romancier américain († 14 mai 2024).
- 30 août : Guy de Lussigny, peintre français († 14 juillet 2001).

## Décès
- 11 août : Henri Allouard, peintre et sculpteur français (° 11 juillet 1844).
- 19 août : Serge Diaghilev, l'inventeur (russe), l'animateur et le directeur de la troupe des Ballets russes (° 1872).
- 24 août : Karel van de Woestijne, écrivain belge (° 10 mars 1878).
- 30 août : Florence Culwick, musicienne et cheffe de cœur irlandaise (° 4 novembre 1877).